# سفانتي نيلسون
سفانتي نيلسون ستوره (بالسويدية: Svante Nilsson؛ 1460 - 2 يناير 1512)؛ كان نبيل سويديًا وحاكم السويد في الفترة منذ 1504 حتى 2 يناير 1512، وكان والد ستين ستوره الأصغر (1493-1520) الذي شغل لاحقًا منصب الوصاية في السويد أيضا خلال ظل اتحاد كالمار.

## السيرة الذاتية
ولد سفانتي في قلعة قريبة في نورتليه، أوبلاند، بحيث أنه ابن نيلز بوصن ستوره (حوالي. 1426 - 1494)؛ ينتمي سفانتي في الأصل إلى أسرة نات أوتش داغ، ولكن اللقب ستوره وصل إليه عن طريق جدته كاترينا سفيندوتر ستوره، ومع ذلك لم يستخدم سفانتي اللقب ستوره على عكس والده وابنه وأحفاده من بعده، فابنه لاحقاً ستين تبنى اللقب من أجل ربط نفسه بذكرى المقاوم ستين ستوره الأكبر الذي يعتبر قريبهم من بعيد، وإما والدته هي بريجيتا توردصدوتر بوند (1439-1494)؛ عضو في عائلة بوند وابنة عم الملك كارل الثامن.

أصبح سفانتي عضوًا في مجلس المملكة الخاص منذ عام 1482 تقريباً، كان معارضاً لقريبه ستين ستوره حتى وصل به الحد إلى دعم الملك هانس الدنماركي، ثم قام بتبديل جانبه دون قصد ودعم قريبه ستين ستوره في الإطاحة بالملك، وعندما توفي ستين ستور في عام 1503، أصبح سفانتي حاكم-الوصي منذ يناير 1504، ومنذ صيف 1511 طُلب باستقالته من قبل مجلس المملكة الخاص على أساس أنه أهمل الدفاع بمناسبة الاحتياج الدنماركي، ولكن من الناحية العملية ظل في السلطة حتى وفاته في أربوغا في 2 يناير 1512، دفن سفانتي نيلسون في كاتدرائية فاستيراس.